# Joeli Lotawa
Joeli Lotawa (ur. 5 sierpnia 1974 w Nadi) – fidżyjski rugbysta grający na pozycji młynarza, reprezentant kraju, uczestnik tournée Pacific Islanders, następnie trener.
Początkowo w rugby grał na pozycji skrzydłowego, młynarzem został dopiero w wieku dwudziestu pięciu lat. W młodości uprawiał także piłkę nożną. Spokrewniony był z reprezentantami kraju: Jo Sovau, Nasivi Ravouvou, Ilaitia Ravouvou, Laisenia Kato.
Związany był z lokalnym klubem Saunaka, zespołem reprezentującym Nadi oraz regionami Crusaders i Roosters. W rozgrywkach tych został wypatrzony przez selekcjonera reprezentacji Fidżi Wayne’a Pivaca, który powołał go w 2004 roku na Pacific Tri-Nations. W tym samym roku wziął udział w tournée Pacific Islanders. Ponownie w kadrze narodowej pojawił się w roku 2006, jednak celebrowanie zwycięstwa nad Japonią zakończyło się odsunięciem zawodnika i zawieszeniem do końca roku. Było to jego ostatnie powołanie, łącznie zatem wystąpił w pięciu testmeczach oraz dwóch innych spotkaniach fidżyjskiej reprezentacji.
Pozostał związany ze sportem w roli trenera i asystenta.